# Bruno Ferrari García de Alba
Bruno Francisco Ferrari García de Alba (Ciudad de México, 4 de octubre de 1961) es un abogado y funcionario público mexicano. Fue secretario de Economía durante el gobierno de Felipe Calderón de 2010 a 2012. Anteriormente fue director general de ProMéxico entre 2007 y 2010.
Cursó la Licenciatura en Derecho en la Escuela Libre de Derecho de México. Tomó cursos en la Escuela de Negocios de la Universidad de Míchigan, la Escuela de Negocios Kellog, la Universidad de Stanford, la Escuela de Negocios de Harvard, el Insead y The Wharton School.
De 1990 a 2001, fungió como director general de Fomento Cultural y Educativo de la empresa Pulsar y director corporativo Internacional de Recursos Humanos y Competitividad de Pulsar Internacional, donde tuvo a su cargo el análisis y desarrollo de diversos proyectos, entre los que destaca la adquisición y posterior fusión de diversas empresas que más tarde se convertirían en Seminis Vegetable Seeds, la empresa de semillas de vegetales más grande del mundo.

En 2001, fue nombrado vicepresidente Ejecutivo y Director Operativo en Europa, Medio Oriente y África, teniendo bajo su responsabilidad la promoción, operación, ventas, producción, distribución y desarrollo en dichas regiones. En agosto de 2004, fue designado presidente y director general de Seminis Vegetable Seeds, cargo que desempeñó hasta enero de 2006, en donde realizó una labor continua de promoción internacional, logrando el establecimiento de negocios con 155 naciones, así como centros de investigación, producción y operación en 73 países. De enero a julio de 2007, se desempeñó como titular de la Unidad de Relaciones Económicas y Cooperación Internacional, de la Secretaría de Relaciones Exteriores.
El 13 de julio de 2007 fue nombrado director general de ProMéxico, dónde se encargó de coordinar las estrategias dirigidas al fortalecimiento de la participación de México en la economía internacional, mediante la atracción de inversiones y la promoción de exportaciones y posteriormente del  14 de julio de 2010 al 30 de noviembre de 2012, fungió como secretario de Economía.